# Empaticologia
O estudo (“logia”) sobre os processos empáticos (Empaticologia[carece de fontes?]) é relativamente recente, sendo que as primeiras pesquisas científicas conhecidas sobre empatia foram feitas a partir da segunda metade do século XX, embora esse conceito já existisse pelo menos desde o início do século XX.
O estado de empatia, ou de entendimento empático, consiste em perceber corretamente o marco de referência interno do outro com os significados e componentes emocionais que contém, como se fosse a outra pessoa, porém sem perder nunca essa condição de “como se”. A empatia implica, por exemplo, sentir a dor ou o prazer do outro como ele o sente e perceber suas causas como ele a percebe, porém sem perder nunca de vista que se trata da dor ou do prazer do outro. Se esta condição de “como se” está ausente, nos encontramos diante de um caso de identificação (1).

## Histórico
O primeiro psicólogo a gravar sessões de psicoterapia para estudo foi Carl Rogers, como assinala Richard Isadore Evans na sua série de entrevistas com os principais autores da psicologia contemporânea e também Irvin D. Yalom – o autor de “Quando Nietzsche Chorou” (2) – ao apresentar a obra desse autor na introdução de “A Way of Being”(3).
Entre os resultados das pesquisas científicas sobre empatia  (apresentada num capítulo de “A Way of Being”) verificou-se que as observações de juízes neutros, que assistiram às sessões gravadas, coincidem em maior grau com os pacientes que com os próprios terapeutas, sobre o nível de empatia alcançado em cada situação. Em outras palavras, as pesquisas comprovaram que os pacientes tem melhor percepção sobre o quanto (e quando) são compreendidos, do que os seus terapeutas.
O termo empatia é atribuído ao filósofo Theodor Lipps.
O desenvolvimento deste conceito nas ciências psíquicas começou por Karl Jaspers, em sua obra Psicopatologia Geral (em 1913).
Nesta obra, propõe que o psiquiatra, ao invés de interpretar, deve “apresentar de maneira viva, analisar em suas inter-relações, delimitar, distinguir do modo mais preciso possível e designar com termos fixos os estados psíquicos que os pacientes realmente vivenciam” (4).
Michel Foucault registra que “deve-se a Jaspers o mérito de ter mostrado que a compreensão pode estender-se muito além das fronteiras do normal e que a compreensão intersubjetiva pode atingir o mundo patológico na sua essência” (5).

## Aplicabilidade
A empatia tem aplicações práticas, além da psicoterapia, nos conflitos nas relações humanas (familiares, sociais, institucionais), tendo papel central no método da Comunicação não-violenta (CNV), de Marshall Rosenberg (6). Essa técnica (usada para resolução de conflitos em situações das mais diversas, em vários países), fez parte dos treinamento para os Círculos Restaurativos na  implantação da Justiça Restaurativa (JR) no Brasil (implantação sugerida na resolução 2002/12  do Conselho Econômico e Social das Nações Unidas, quando este faz a recomendação da JR a todos os países), no projeto-piloto da 3ª Vara da Infância e Juventude de Porto Alegre.
Voluntários tem sido treinados para prestar amparo emocional a pessoas em situações de crise, valendo-se da empatia, como vem sendo praticado há décadas por instituições internacionais como os Samaritanos Mundiais e no Brasil pelo AMA – Amigos Anônimos e pelo CVV – Centro de Valorização da Vida, que atuam na prevenção do suicídio através da escuta empática. O vínculo empático também se mostra fundamental nas reuniões em grupos, desde a Terapia de Grupo (7) até os grupos de auto-ajuda, como os Alcoólicos Anónimos e os Narcóticos Anônimos, e os para familiares destes, respectivamente o Al-Anon e Al-a-teen e o Nar-Anon.

## Conceitos científicos em evolução
A empatia é uma condição básica para que as pesquisas científicas reconheçam a condição de sujeito das pessoas alvo de cada pesquisa (8), ao invés da relação sujeito-objeto das pesquisas tradicionais, de inspiração positivista.
Transdisciplinariedade e transculturalismo, tanto quanto a empatia – e por motivos análogos – são conceitos científicos em evolução, cujas construções também se constituem em desafios práticos a serem enfrentados para o desenvolvimento das ciências humanas.
Às pessoas em geral, a quem deve se destinar os benefícios das descobertas  científicas, interessa o conhecimento em si e não a profissão específica do autor da  descoberta, que pode ser até um leigo – como já ocorreu em histórias verídicas retratadas em filmes, como “O Óleo de Lorenzo (Lorenzo's Oil)” e “Meu Filho, Meu Mundo”. A dificuldade em aceitar contribuições científicas de leigos reflete mais uma questão da “política das profissões de ajuda” (9), a mesma que dificulta a construção conjunta de conhecimentos entre profissionais de diferentes disciplinas (Transdisciplinaridade) e culturas (Transculturalidade).

## Influência no método científico
Ao reunir profissionais de 40 países para a Classificação dos Transtornos e de Comportamento da CID-10  (10ª edição da Classificação Internacional de Doenças), a Organização Mundial da Saúde (OMS) produziu um marco na história das ciências do comportamento foi, tanto metodológico como conceitual – porque o resultado é uma classificação principalmente descritiva dos fenômenos, ao invés de interpretativa. O termo “histeria” (de quando se achava que aqueles sintomas eram produzidos no útero, por serem mais frequentes em mulheres) é um exemplo de antigos critérios interpretativos que se constatou serem equivocados.

## Aplicações práticas em questões sociais
A Associação Psiquiatria Democrática, após atuar intensamente na Itália nas décadas de 1960 e 70, atingiu objetivos concretos de reconhecimento dos direitos subjetivos e objetivos dos pacientes psiquiatrizados, levando à lei da Reforma psiquiátrica que foi posteriormente adotada também em outros países, inclusive no Brasil.
Revendo tanto questões das políticas de saúde e sociais, quanto as próprias questões científicas  sobre a compreensão da psicopatologia dos pacientes – no qual a empatia teve fator fundamental para a compreensibilidade destes – esse movimento italiano gerou obras teóricas importantes para a psicopatologia das psicoses, como o “Manual Crítico de Psiquiatria” de Giovanni Jervis (10), escrito de modo acessível aos leigos para que sinais e sintomas tais como delírios e alucinações se tornassem mais compreensíveis para os familiares e as comunidades para cujo convívio os pacientes retornavam. O avanço da legislação propiciada por essa reforma é análogo ao da  própria evolução das classificações internacionais, como a da Organização Mundial da Saúde (11).